# Tyrrellia hibbardi
Tyrrellia hibbardi är en kvalsterart som beskrevs av Mitchell 1958. Tyrrellia hibbardi ingår i släktet Tyrrellia och familjen Limnesiidae. Inga underarter finns listade i Catalogue of Life.